# مانویل اچ. جانسن
مانویل اچ. جانسن (انگلیسی: Manuel H. Johnson؛ زادهٔ ۱۰ فوریهٔ ۱۹۴۹) یک اقتصاددان اهل ایالات متحده آمریکا است.